# Coliseum Mountain
Coliseum Mountain är ett berg i Kanada.   Det ligger i provinsen Alberta, i den centrala delen av landet, 3 000 km väster om huvudstaden Ottawa. Toppen på Coliseum Mountain är 2 017 meter över havet, eller 426 meter över den omgivande terrängen. Bredden vid basen är 4,5 km.
Terrängen runt Coliseum Mountain är kuperad söderut, men norrut är den platt. Trakten runt Coliseum Mountain är nära nog obefolkad, med mindre än två invånare per kvadratkilometer..
I omgivningarna runt Coliseum Mountain växer i huvudsak barrskog.